# Dżakarta (okręg)
Okręg specjalny Dżakarta (indonez. Daerah Khusus Ibukota Jakarta) – okręg w Indonezji o statusie równym prowincji. Powierzchnia 662,33 km²; ok. 10,6 mln mieszkańców (2020). Dzieli się na 5 okręgów miejskich i 1 dystrykt.
Obejmuje miasto Dżakarta (bez jego zespołu miejskiego) oraz wyspy Seribu. Miasta należące do aglomeracji Dżakarty leżą w prowincjach Banten i Jawa Zachodnia. 